# Chimilin
Chimilin és un municipi francès situat al departament de la Isèra i a la regió d'Alvèrnia-Roine-Alps. L'any 2007 tenia 1.306 habitants.

## Demografia

### Població
El 2007 la població de fet de Chimilin era de 1.306 persones. Hi havia 503 famílies de les quals 121 eren unipersonals (70 homes vivint sols i 51 dones vivint soles), 160 parelles sense fills, 195 parelles amb fills i 27 famílies monoparentals amb fills.
La població ha evolucionat segons el següent gràfic:
Habitants censats

### Habitatges
El 2007 hi havia 593 habitatges, 515 eren l'habitatge principal de la família, 40 eren segones residències i 39 estaven desocupats. 522 eren cases i 72 eren apartaments. Dels 515 habitatges principals, 380 estaven ocupats pels seus propietaris, 123 estaven llogats i ocupats pels llogaters i 12 estaven cedits a títol gratuït; 4 tenien una cambra, 19 en tenien dues, 51 en tenien tres, 137 en tenien quatre i 303 en tenien cinc o més. 408 habitatges disposaven pel capbaix d'una plaça de pàrquing. A 201 habitatges hi havia un automòbil i a 283 n'hi havia dos o més.

### Piràmide de població
La piràmide de població per edats i sexe el 2009 era:
| Homes | Edats   | Dones |
| ----- | ------- | ----- |
| 0     | 95 o +  | 4     |
| 0     | 90 a 94 | 4     |
| 4     | 85 a 89 | 20    |
| 16    | 80 a 84 | 4     |
| 20    | 75 a 79 | 24    |
| 28    | 70 a 74 | 36    |
| 8     | 65 a 69 | 16    |
| 24    | 60 a 64 | 24    |
| 12    | 55 a 59 | 32    |
| 32    | 50 a 54 | 24    |
| 56    | 45 a 49 | 32    |
| 36    | 40 a 44 | 40    |
| 64    | 35 a 39 | 48    |
| 36    | 30 a 34 | 60    |
| 32    | 25 a 29 | 32    |
| 24    | 20 a 24 | 20    |
| 52    | 15 a 19 | 36    |
| 68    | 10 a 14 | 44    |
| 44    | 5 a 9   | 36    |
| 32    | 0 a 4   | 32    |

## Economia
El 2007 la població en edat de treballar era de 835 persones, 559 eren actives i 276 eren inactives. Les 559 persones actives estaven ocupades(305 homes i 254 dones).. De les 276 persones inactives 87 estaven jubilades, 70 estaven estudiant i 119 estaven classificades com a «altres inactius».

### Ingressos
El 2009 a Chimilin hi havia 537 unitats fiscals que integraven 1.393,5 persones, la mediana anual d'ingressos fiscals per persona era de 17.219 €.

### Activitats econòmiques
Dels 55 establiments que hi havia el 2007, 1 era d'una empresa alimentària, 2 d'empreses de fabricació de material elèctric, 6 d'empreses de fabricació d'altres productes industrials, 13 d'empreses de construcció, 10 d'empreses de comerç i reparació d'automòbils, 6 d'empreses de transport, 2 d'empreses d'hostatgeria i restauració, 1 d'una empresa d'informació i comunicació, 1 d'una empresa financera, 3 d'empreses immobiliàries, 5 d'empreses de serveis i 5 d'empreses classificades com a «altres activitats de serveis».
Dels 15 establiments de servei als particulars que hi havia el 2009, 1 era una oficina de correu, 1 paleta, 3 guixaires pintors, 5 fusteries, 2 lampisteries, 1 empresa de construcció, 1 perruqueria i 1 restaurant.
Dels 5 establiments comercials que hi havia el 2009, 1 era una botiga de menys de 120 m², 1 una fleca, 1 una botiga de congelats, 1 una botiga de material esportiu i 1 un drogueria.
L'any 2000 a Chimilin hi havia 23 explotacions agrícoles que ocupaven un total de 456 hectàrees.

## Equipaments sanitaris i escolars
El 2009 hi havia 1 escola maternal i 2 escoles elementals.

## Poblacions més properes
El següent diagrama mostra les poblacions més properes.